# Монастир Пактократор (Константинополь)

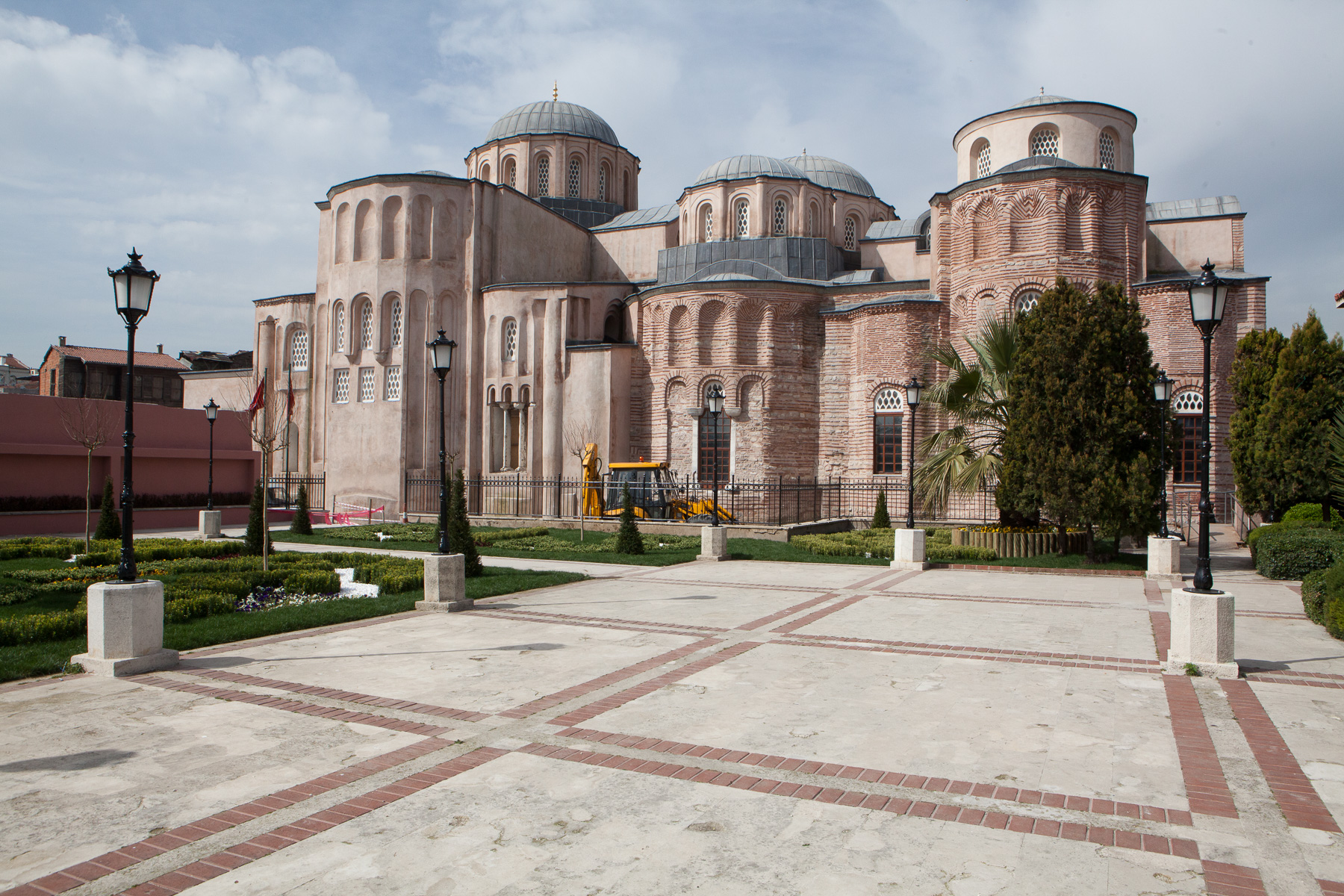
Церкви монастиря. Вид з північного сходу

Мечеть Зайрек (тур. Molla Zeyrek Camii) — другий за величиною (після собору Святої Софії) пам'ятник візантійського зодчества, що зберігся від Константинополя.
Починаючи з 1118 візантійська імператриця Ірина Комніна будувала недалеко від храму Святих Апостолів монастирський комплекс (церква, бібліотека, дивноприймниця з лікарнею, будинок піклування для старих і психіатрична лікарня) на честь Христа Пантократора.
Після її смерті в 1124 будівництво продовжив імператор Іоанн II (на згадку про перемоги, здобуті ним над ворогами), який звів трохи на північ церкву на честь ікони Богоматері Милостивої і поєднав її (не пізніше 1136) з монастирем критим переходом з годинником. Монастир був оточений високою стіною із двома воротами. Кафолікон монастиря був присвячений Софії Премудрості Божої. Обидва вінценосні ктитори були поховані в каплиці, так само як і імператор Іоанн V з династії Палеологів.
Із встановленням Латинської імперії монастир Пантократора перейшов до рук венеційського кліру, який помістив у соборному храмі знамениту ікону Одигітрії. Імператор Балдуїн II влаштував тут свій палац.
Після вигнання латинян із міста до монастиря повернулося православне життя, а одного із тутешніх ченців обрано патріархом під ім'ям Геннадія Схоларія відразу після взяття міста османами. Він не зміг запобігти перетворенню в 1471 монастиря на мечеть, яка пізніше отримала назву на згадку про Зайрека — мудреця з сусіднього медресе. Мозаїки та фрески існували до пожежі, що відбулась в кінці 18 століття. Про них згадували мандрівники, зазначаючи про те, що всі обличчя святих на них знищені турками які відкрили мечеть в будівлі монастиря.
До кінця XX століття стародавні будівлі занепали, що ЮНЕСКО занесло їх до списку об'єктів Світової спадщини, яким загрожує знищення.
У 2009 турецька влада приступила до масштабної реставрації, яка була завершена в 2019.

## Настоятелі монастиря
- Йосип Агіогліцерит (можливо бл. 1136 — бл. 1154)
- Феодосій де Віллардуен (бл. 1261—1265)
- Макарій Макріс (бл. 1420—1431)
- Геронтій (можливо 1431—1453)